# Phallusia fumigata
Espèce
L’Ascidie noire (Phallusia fumigata) est une espèce de tuniciers de la famille des Styélidés.